# Collado
Collado de la Vera – gmina w Hiszpanii, w prowincji Cáceres, w Estramadurze, o powierzchni 44,94 km². W 2011 roku gmina liczyła 164 mieszkańców.